# ماري الخازن
ماري الخازن (1899-1983) مصورة لبنانية. تعبّر الصور الفوتوغرافية التي أنشأتها عن الحياة الريفية في لبنان في عشرينيات القرن العشرين، وتعتبر سجلاً قيماً وفريداً لذلك الزمان والمكان.

## نشأتها
نشأت ماري الخازن في قصرٍ بالقرب من زغرتا، شمالي لبنان. والدتها وردة طربي وجدتها سلطانة ضاهر.

## المهنة
كانت ماري الخازن مصورة «هاوية جادّة» عملت باستخدام كاميرا كوداك من إيستمان.
كان لها اهتمام في التجريب واكتساب المهارات اللازمة لإنشاء غرفة مظلمة خاصة بها لمعالجة الصور. حيث كانت أحياناً تستخدم ملابس خاصة لشخصيات صورها، مثلاً تعتبر صورة "امرأتان متنكرتان كالرجال" هي صورة لها ولشقيقتها أليس تدخنان وترتديان بدلتي عمل غربيتين، تحت صورة كبيرة مرسومة لجدهما الشيخ سعد الخازن. قال آدم شاتز الناقد الفني في صحيفة "نيويورك تايمز" أن مثل هذه الصور لا تتكرر عادةً، لكن عندما تراها من المستحيل أن تنساها، فهي تحجز مكاناً في العقل مع قوة الوحي." مثّلت صور أخرى اهتمامات ماري بالصيد وصيد السمك وقيادة السيارات.
قدمت ماري الخازن صندوقاً يحوي 100 من «الصور السلبية» للصحفي محسن يامين في سبعينيات القرن العشرين. تحتفظ مؤسسة الصور العربية بها مع أعمال أخرى لماري، وقد عرضت المؤسسة أعمال ماري في عدة معارض. أما أعمالها الأخرى فهي ملك لبعض أفراد عائلتها.

## حياتها الشخصية وإرثها
توفيت ماري الخازن عام 1983 عن عمر 83 عاماً. ظهرت صورة من تصويرها بعنوان «امرأتان متنكرتان كالرجال» في فيلم قصير بعنوان «في صالة السيدات» الذي أنتجته فاديا عبود عام 2007، وفيه تظهر امرأتان سحاقيتان عصريتان تكتشفان ملصقاً للصورة في محل لبيع الكتب، وتناقشان وضع المرأتين في الصورة وما تتصورانه حول حياة النساءفي العقود السابقة.